# Edward Stanley, III conte di Derby
Edward Stanley, III conte di Derby (10 maggio 1509 – Lathom, 24 ottobre 1572), è stato un nobile inglese.

## Biografia
Era l'ultimogenito di Thomas Stanley, II conte di Derby, e di sua moglie, Lady Anne Hastings. All'età di 13 anni succedette al padre nella contea e venne posto sotto la tutela del re fino al raggiungimento della maggiore età.
Nel 1528, ha accompagnato il cardinale Wolsey in missione in Francia, e nel 1530 fu uno dei messaggeri del re che consegnò al papa Clemente VII la dichiarazione riguardante il divorzio di Enrico da Caterina d'Aragona.
Nel 1532, Edward accompagnò il re Enrico a Boulogne, dove incontrò il re Francesco I di Francia. Dopo questo incontro, Edward è diventato un Cavaliere del Bagno. Pochi anni dopo, ebbe un ruolo fondamentale nel reprimere il Pellegrinaggio di Grazia, una grande ribellione iniziata nel Lincolnshire e si diffusione in tutta l'Inghilterra del Nord. Nel 1542, Edward accompagnato il Duca di Norfolk in un raid in Scozia.
Quando Edoardo VI salì al trono nel 1547, Edward è diventato un Cavaliere della Giarrettiera, e nel 1550, fu presente all'accordo di pace con la Scozia e la Francia. Durante il regno di Maria I, è stato nominato Lord High Steward ed è diventato un consigliere privato. Era stato un commissario del processo di Lady Giovanna Grey. Durante il regno di Elisabetta I venne nominato ciambellano di Chester.
È stato Lord luogotenente del Lancashire (1552-1572) e di Cheshire (1569-1572).

## Matrimonio
Sposò, il 21 febbraio 1530, Lady Dorothy Howard (1497-1545), figlia di Thomas Howard, II duca di Norfolk, e di Agnes Tilney. Ebbero sei figli:
- Henry Stanley, IV conte di Derby (1531-1593)
- Lady Jane Stanley (?-1569), sposò Edward Sutton, IV Lord Dudley, ebbero due figli;
- Lady Elizabeth Stanley (1533-1590), sposò Henry Parker, XI Lord Morley, non ebbero figli;
- Lord Thomas Stanley (?-1576), sposò Margaret Vernon, ebbero un figlio;
- Lady Anne Stanley, sposò Charles Stourton, VII barone di Stourton, ebbero sei figli;
- Lady Mary Stanley (?-1609), sposò Edward Stafford, III barone di Stafford, ebbero tre figli.

Sposò, in seconde nozze, Margaret Barlow, figlia di Ellis Barlow, non ebbero figli.
Ebbe una figlia illegittima:
- Lady Margaret (?-1585), sposò Sir Nicholas Poyntz, ebbero tre figli;

## Morte
Morì il 24 ottobre 1572, a Lathom House.